# Chłopska Kopa (Góry Bialskie)
Chłopska Kopa – wzniesienie o wysokości 763 m n.p.m., w południowo-zachodniej Polsce, w Górach Bialskich, w Sudetach Wschodnich.

## Położenie
Wzniesienie położone, w północnej części Gór Bialskich w Sudetach Wschodnich, około 1,4 km, na południowy zachód od centrum Nowego Gierałtowa i 1,6 km na północny zachód od wzniesienia Gierałtowskiej Kopy.

## Fizjografia
Wzniesienie o zróżnicowanych zboczach i niewielkim mało wykształconym szczycie, wyrastającym minimalnie ponad niewielką wierzchowinę. Wzniesienie ma postać wydłużonego wąskiego wału o spłaszczonej małej powierzchni grzbietowej. Wyrasta z północno-zachodniego zbocza wzniesienia Gołogrzbiet na kierunku NE-SW w kształcie podłużnego wypuklenia. Charakteryzujące się regularną rzeźbą, urozmaiconym ukształtowaniem i wyraźnie podkreślonymi dość stromo opadającymi do dolin rzecznych zboczami: wschodnim, zachodnio-północnym i północnym. Południowo-zachodnie zbocze, pasem grzbietowym minimalnie opada w stronę niewielkiego siodła, przechodząc w północno-wschodnie zbocze wyższego o 177 m bliźniaczego wzniesienia Gołogrzbiet. Całe wzniesienie położone jest na obszarze Śnieżnickiego Parku Krajobrazowego. Wzniesienie wyraźnie wydzielają dobrze wykształcone erozyjne doliny górskich potoków: od północy, od wzniesień Gór Złotych oddzielone jest doliną Białej Lądeckiej, od wschodu doliną potoku Kobylica, od zachodu doliną bezimiennego potoku, a od bliźniaczego wzniesienia Gołogrzbiet oddzielone jest niewielkim mało widocznym siodłem. Położenie wzniesienia na tle wyższych wzniesień, kształt i mało wyraźnie podkreślona część szczytowa czynią wzniesienie trudno rozpoznawalnym w terenie.

## Budowa
Wzniesienie w całości zbudowane ze skał metamorficznych łupków łyszczykowych i gnejsów gierałtowskich. Szczyt i zbocza wzniesienia pokrywa niewielkiej grubości warstwa młodszych osadów glin, żwirów, piasków i lessów z okresu zlodowaceń plejstoceńskich i osadów powstałych w chłodnym, peryglacjalnym klimacie.

## Roślinność
Wzniesienie częściowo porośnięte monokulturowym lasem świerkowym regla dolnego. Drzewostan porastający szczytowe partie wzniesienia pod koniec XX wieku częściowo dotknęły zniszczenia wywołane katastrofą ekologiczną w Sudetach. Na północnym zboczu poniżej szczytu rozciąga się obszerna śródleśna polana.

## Infrastruktura
Wschodnim podnóżem prowadzi utwardzona leśna droga z Nowego Gierałtowa na Przełęcz Dział. Naokoło wzniesienia zboczem trawersuje leśna droga. Północne zbocze poniżej poziomu 650 m n.p.m. zajmują pola uprawne i górskie łąki. U północnego podnóża w dolinie Białej Lądeckiej położonych jest kilka pensjonatów.

## Turystyka
Przez szczyt wzniesienia nie prowadzi szlak turystyczny. Wschodnim podnóżem prowadza szlaki turystyczne:
- pieszy – prowadzący z Przełęczy Gierałtowskiej, przez Nowy Gierałtów na Przełęcz Suchą[1],
- rowerowy,
- rowerowy.

Na szczyt wzniesienia można dojść od Bialskiej Pętli prowadzącej południowym zboczem kilkanaście metrów od szczytu.